# Thlaspidosoma
Thlaspidosoma — подрод жуков из семейства листоедов.
Синонимы:
- Crepidaspis Spaeth, 1912

## Перечень видов
- Cassida amurensis (Kraatz, 1879)
- Cassida catenata (Boheman, 1855)